# Cruachan
Pour la capitale mythique du Connacht, voir Crúachan.
Cruachan est un groupe de folk metal irlandais, originaire de Dublin. Formé en 1992 par Keith Fay, il est reconnu comme l'un des fondateurs du genre. Il mêle des éléments de heavy et de black metal à des instruments traditionnels (bodhrán, tin-whistle, flûte, guitares acoustiques de différents types), ce qui fait que le groupe peut également être classé dans le metal celtique.
Les paroles des chansons traitent de mythes celtiques ou d'histoire irlandaise, sous l'angle de la « musique rebelle irlandaise » (qui soutient l'indépendance de l'Irlande face au Royaume-Uni). Le nom du groupe provient du site archéologique de Rathcroghan en Irlande, qui porte aussi le nom de Cruachan (prononcer « krouakann »). 

## Biographie

### Débuts et premiers albums (1992–2001)

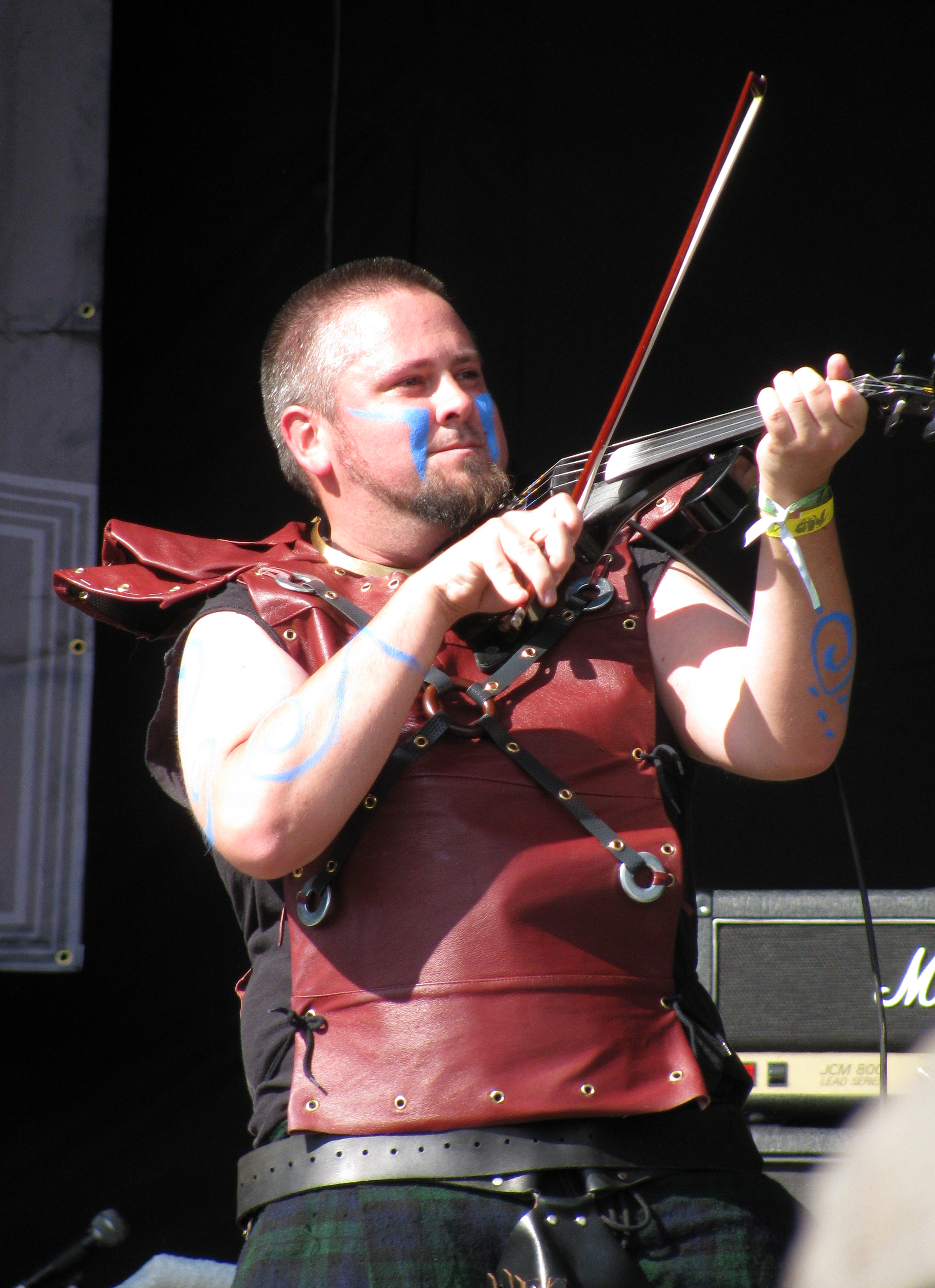
Cruachan au Global East Rock Festival en 2010.

En 1992, le guitariste Keith Fay forme un groupe de black metal inspiré de l'univers de Tolkien, baptisé Minas Tirith. Tout en lançant son groupe, Fay se met à écouter davantage de musique folklorique et découvre notamment le premier album de Skyclad, The Wayward Sons of Mother Earth. Originellement sorti en 1990, cet album que la critique n'hésitera pas à décrire comme « ambitieux » et « novateur » impressionne le guitariste et lui donne envie de combiner le black metal avec la musique traditionnelle irlandaise. En 1993, Keith Fay forme Cruachan et le groupe enregistre sa première démo la même année. Fay expliquera par la suite que le groupe rock irlandais Horslips a eu « une grande influence sur Cruachan », allant jusqu'à dire que « ce qu'ils faisaient dans les années 1970 équivaut à ce que nous faisons aujourd'hui ».
En 1995 sort le premier album du groupe, Tuatha Na Gael. Bien qu'il ait été produit avec un budget faible et souffre en conséquence d'une qualité de son assez pauvre, l'album attire l'attention de Century Media Records. Les membres du groupe sont ravis de voir qu'un « si gros label » s'intéresse à eux, mais sont déçus par les termes et les conditions du contrat qui leur est proposé. Ils refusent donc de signer un contrat qui, selon eux, donnerait au label « le droit de changer le moindre aspect de [leur] musique ». Après quoi, ils tentent de négocier les conditions, mais échouent à obtenir satisfaction. Lassés, les musiciens finissent par abandonner et le groupe est dissous en 1997.
Keith Fay reforme Cruachan en janvier 1999, et, après avoir signé avec le label Hammerheart Records, le groupe sort son deuxième album The Middle Kingdom en 2000. Enregistrés dans de meilleures conditions, les morceaux portent moins la trace du black metal et sont marqués par un style plus heavy (on n'entendra un chant grogné, typiquement black, que dans le refrain du titre éponyme de l'album). Le groupe s'est également élargi, et le chant est principalement assuré, non plus par Fay, mais par la chanteuse Karen Gilligan qui devient membre permanente du groupe après une apparition en tant qu'invitée.

### Folk-LoreetPagan(2002–2008)
Le troisième album, Folk-Lore, sorti en 2002, est coproduit par Shane McGowan du groupe The Pogues. McGowan chante également, en tant que musicien invité, sur les reprises de deux chansons traditionnelles irlandaises Spancill Hill et Ride on. La seconde sortira en tant que single et le groupe, pour la première fois de son existence, goûte au succès commercial lorsque le single apparaît au hit-parade irlandais des sorties les plus vendues.
En 2004, Cruachan sort son quatrième album studio, Pagan, dont la couverture est réalisée par John Howe. Keith Fay en déplorera la production, « horrible » selon lui (malgré le succès de l'album) et le groupe se sépare de son label, avec lequel il reste cependant « en bons termes ».
Pour enregistrer son cinquième album, The Morrigan's Call, Cruachan retourne aux Sun Studios où avaient été enregistrés leurs trois premiers albums. Enregistré courant 2006, l'album sort en novembre de la même année via le label AFM Records. Fay décrira ce full-length comme « la meilleure sortie du groupe à tous les niveaux ». Joe Farrell, le batteur, quitte le groupe peu après pour des « raisons personnelles » et est remplacé par Colin Purcell. En 2008, Karen Gilligan quitte le groupe. Keith Fay annonce alors qu'elle ne sera pas remplacée, et qu'il s'occupera du chant à plein temps.

### Trilogie "Blood" et retour aux sources (2010-2018)

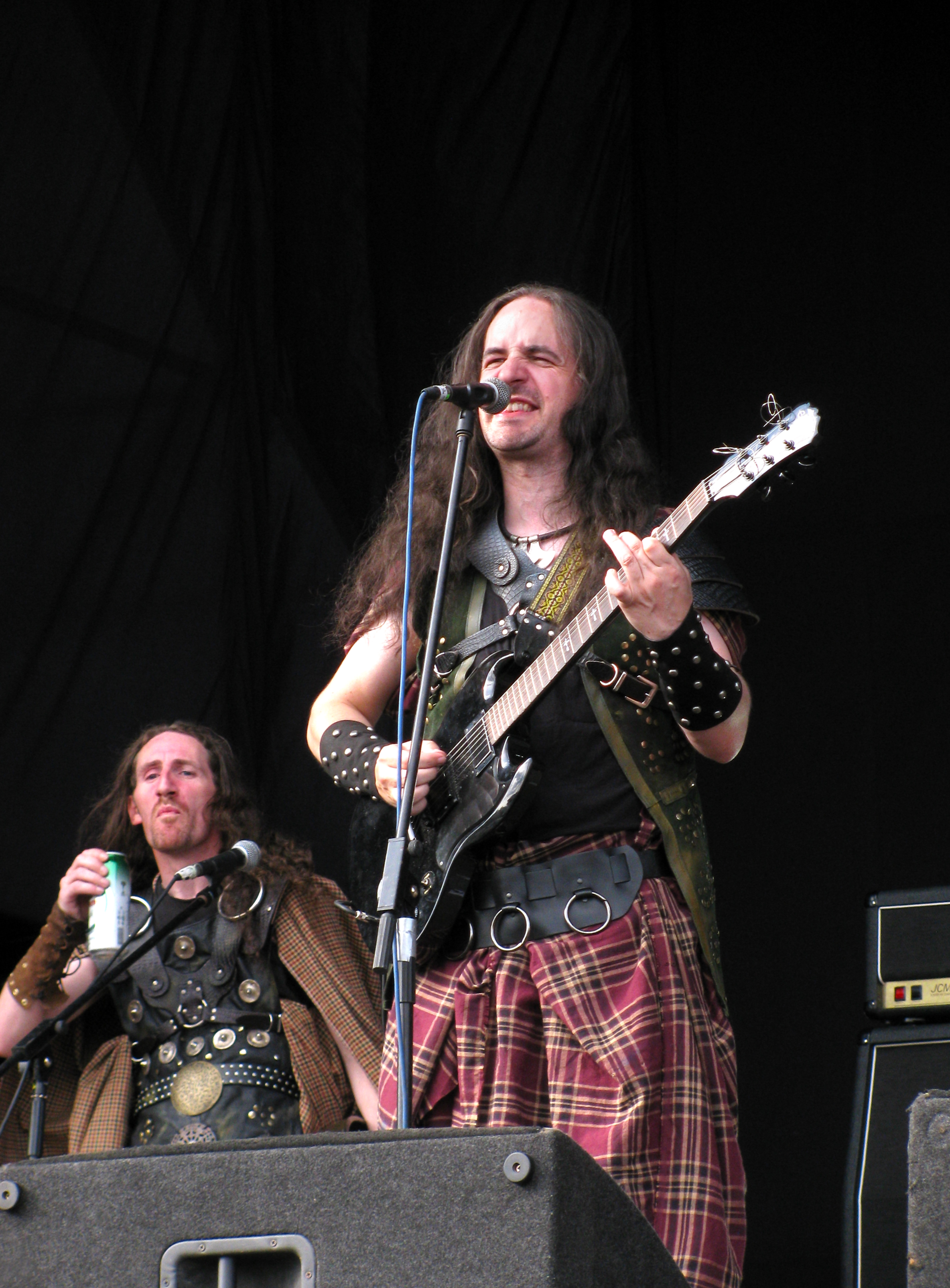
Cruachan au Global East Rock Festival en 2010.

Une démo est enregistrée en 2010 et envoyée à divers labels. Le départ de Karen Gilligan marque un retour aux sources pour le groupe, en revenant ainsi à un style plus extrême. C'est en juin 2010 que Cruachan signe avec le label Candlelight Records. Ils rentrent par la suite aux Trackmix Studios à Dublin pour enregistrer leur sixième album. 
Ce dernier, intitulé Blood on the Black Robe paraît le 18 avril 2011. Il est considéré par le groupe comme le premier album d'une trilogie intitulée "Blood Trilogy". Le 5 décembre 2014 paraît le second opus, Blood for the Blood God, cette fois-ci sous le label Trollzorn Records. Il est également enregistré aux Trackmix Studios à Dublin. 
En 2015, le groupe se retrouve au cœur d'une polémique avec l'éditeur de jeux vidéos Skaldic Games. En effet, alors qu'elle produit un nouveau jeu vidéo intitulé The Shelter: A Survival Story", la société contacte Cruachan dans le but d'utiliser leur musique pour leur jeu. En raison du caractère homophobe et transphobe de ce dernier, le groupe décide de stopper sa collaboration avec la société, tout en interdisant à cette dernière d'utiliser leurs enregistrements.  
Le 30 septembre 2016, le groupe annonce la sortie prochaine de leur huitième album dont le nom s'intitule Nine Years of Blood. Il est finalement publié le 27 avril 2018, toujours sous le label Trollzorn Records. Il s'agit d'un album concept sur la guerre de neuf ans. Il marque également la fin de la "Blood Trilogy". Pourtant, lors d'une interview accordée au magazine Hot Press, le chanteur Keith Fay précise qu'il n'y a finalement "aucun lien entre les albums", si ce n'est qu'il comporte le mot "Blood". Pour fêter la sortie de l'album, le groupe réalise une performance au Button Factory à Dublin le 15 septembre de la même année.  

### Changements de line-up etThe Living and the Dead(Depuis 2020)
Le 10 février 2020, Cruachan confirme le départ de son bassiste russe Rustam Shakirzyanov, ainsi que le retour de Joe Farrell, précédemment batteur du groupe mais reprenant alors le poste de bassiste. Le batteur Mauro Frison quitte également la formation.   
Quelques mois après, ce sont John Ryan et Kieran Ball qui quittent le groupe pour des raisons diverses. Le chanteur Keith Fay confirme alors son intention de recruter de nouveaux musiciens. Ce dernier précise également que le groupe compte sortir son nouveau single, enregistré avec l'ancien line-up. Le 05 août 2020, le groupe annonce l'arrivée d'Audrey Trainor en tant que violoniste. Les 11 et 13 août 2020, ce sont Tom Woodlock et David Quinn qui rejoignent le groupe respectivement en tant que batteur et guitariste.    
Ils publient leur nouveau single, "The Hawthorn", le 02 octobre 2020 sous Despotz Records.     
Le 03 septembre 2022, à l'occasion de ses 30 ans, le groupe organise un concert au The Grand Social de Dublin. Plusieurs invités sont présents, notamment Skyclad.      
Le 01er octobre 2022, ils annoncent avoir proposé leur candidature pour le Concours Eurovision de la chanson 2023, ceci afin de représenter l'Irlande. Ils ne sont finalement pas retenus. Le 25 octobre 2022, le groupe dévoile un nouveau single "The Crow".       
Ils dévoilent les détails de leur neuvième album studio le 27 janvier 2023, date à laquelle ils dévoilent également leur nouveau single "The Reaper". Intitulé The Living and the Dead, celui-ci est annoncé pour le 24 mars 2023, sous le label Despotz Records.       

## Membres

### Membres actuels
- Keith Fay – basse (1993-1994), chant, guitare, claviers, bodhrán, mandoline, percussions, banjo, bouzouki (1992-1997; depuis 1999)
- Joe Farrell - batterie, percussions (2000-2007), basse (depuis 2020)
- Audrey Trainor - violon (depuis 2020)
- Tom Woodlock - batterie (depuis 2020)
- David Quinn - guitare (depuis 2020)

### Anciens membres
- Jay Brennan - guitare (1997)
- Collette O'Fathaigh - claviers (1994-1995)
- Leon Bias - guitare acoustique, mandoline, bouzouki (1994-1995)
- Aisling Hanrahan - chant (1997)
- Steven Anderson - guitare, chant (1992-1994)
- Jay O'Neill - batterie, percussions (1992-1997)
- Edward Gilbert - banjo, guitare acoustique, claviers, tin whistle (2001-2003)
- Colin Purcell – batterie, percussions (2007-2012)
- John O'Fathaigh – tin whistle, percussions, bombarde, claviers, flûtes (1992–1997, 1999-2002, 2003, 2008–2016)
- Karen Gilligan - chant, percussions (1999–2008)
- John Clohessy – basse, chœurs (1993-1997, 1999-2012)
- Eric Fletcher – basse (2012-2018)
- Rustam Shakirzyanov - basse (2018-2020)
- John Ryan - tin whistle (2004-2008), violon, bouzouki, banjo, claviers, mandoloncelle, chant guttural (2004-2020)
- Kieran Ball – guitare (2012-2020)
- Mauro Frison – batterie (2012-2020)

## Vidéographie

### Clips
- 2015 : Blood for the Blood God, tiré de Blood for the Blood God
- 2018 : The Battle of the Yellow Ford, tiré de Nine Years of Blood